# 卢西安·卡尔
卢西安·卡尔（英語：Lucien Carr，1925年3月1日—2005年1月28日）是1940年代纽约市最早的“垮掉的一代”圈子的核心人物，杰克·凯鲁亚克、艾伦·金斯堡、威廉·巴勒斯、罗伯特·亨克等人的朋友。淡出垮掉派活动之后，他长年为合众国际社作编辑工作。